# مارك بورتر
مارك بورتر (بالإنجليزية: Mark Porter) هو سائق سباق نيوزلندي، ولد في 2 أكتوبر 1974 في هاميلتون في نيوزيلندا، وتوفي في 8 أكتوبر 2006 في سيدني في أستراليا.